# روز ليفينغستون
روز ليفينغستون (وُلدت في حوالي عام 1885)، والمعروفة باسم ملاك الحي الصيني، منادية بمنح المرأة حق الإ قتراع للذين عملوا عاهرات حرات وضحايا الاسترقاق الجنسي.     
جنبًا إلى جنب مع هارييت بيرتون ليدلو،  عملت روز ليفينغستون في الحي الصيني في مدينة نيويورك وفي مدن أخرى لإنقاذ الفتيات الصغيرات البيض والصينيات من الدعارة القسرية، وساعدت في تمرير قانون مان لجعل الاتجار بالجنس بين الولايات جريمة اتحادية. ناقشت ليفنجستون ماضيها بشكل علني كعاهرة، وزعم أنها اختطفت وطورت مشكلة المخدرات كعبدة جنسية في منزل رجل صيني، وهربت بصعوبة وشهدت رواية تحول مسيحي. 

## السيرة الشخصية
وُلدت روز ليفينغستون حوالي عام 1885.

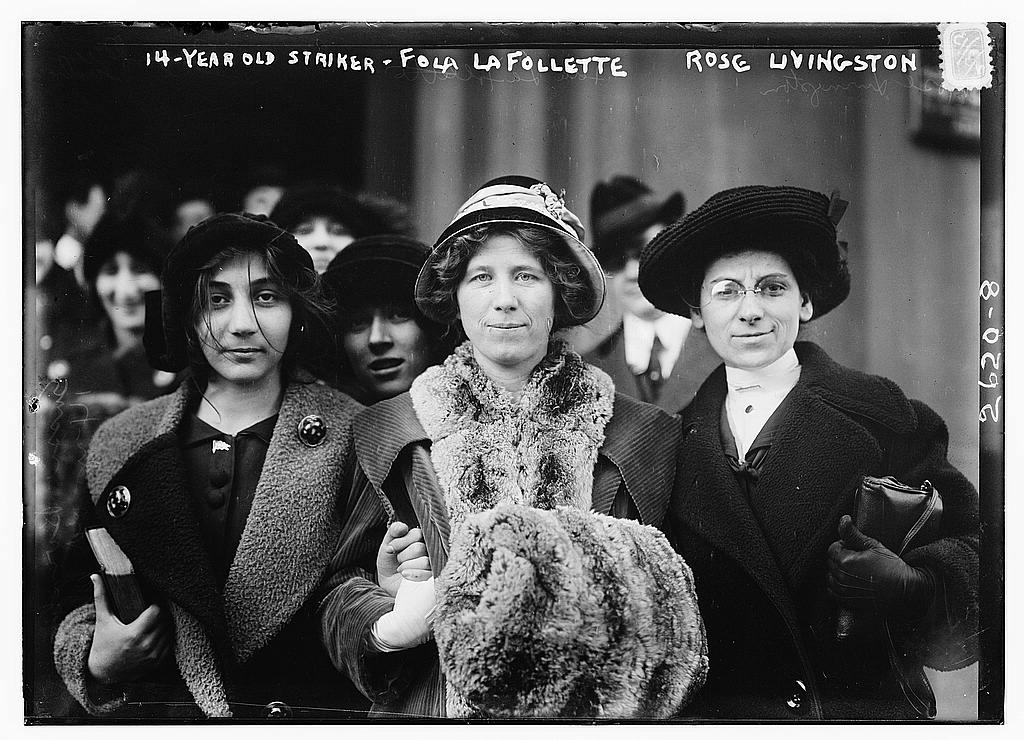

في عام 1912، أثناء محاولتها إنقاذ عاهرة تعرضت للضرب المبرح: «ضرر خطير ودائم... كسر في العملية السنخية لعظم الفك العلوي الذي تسبب في نوبات عصبية شديدة مع استمرار الألم العصبي في النهار والليل... وبالمثل تتسبب في فقدان جميع أسنان الفك العلوي على جانب واحد من الوجه».
في عام 1914، شاركت في واحدة من حقوق الاقتراع من مانهاتن إلى ألباني، نيويورك.
في عام 1929، حصلت على ميدالية ذهبية من المعهد الوطني للعلوم الاجتماعية.
في عام 1934، وجدت أنها تعيش في فقر، وتم تأسيس صندوق تقاعد لها.
في عام 1937، حصلت على جائزة الفضية من إعداد إيديث كلير برايس (1880-1960) من دار السلام بسبب «أعمالها الشجاعة دون عنف».